# Schwelgernstadion
Das Schwelgernstadion ist ein Fußballstadion mit Leichtathletikanlage im Duisburger Stadtbezirk Hamborn. Lange Zeit wurde es für den Fußball genutzt.

## Geschichte
Der Industrielle August Thyssen schenkte der damals selbständigen Stadt Hamborn Anfang der 1920er Jahre 56 Morgen im Schwelgernbruch, einem alten Rheinarm, auf dem innerhalb von zwei Jahren in direkter Nachbarschaft zur Thyssen-Hütte Schwelgernpark, Schwelgernbad und Schwelgernstadion entstanden. Das Stadion wurde 1925 eröffnet.

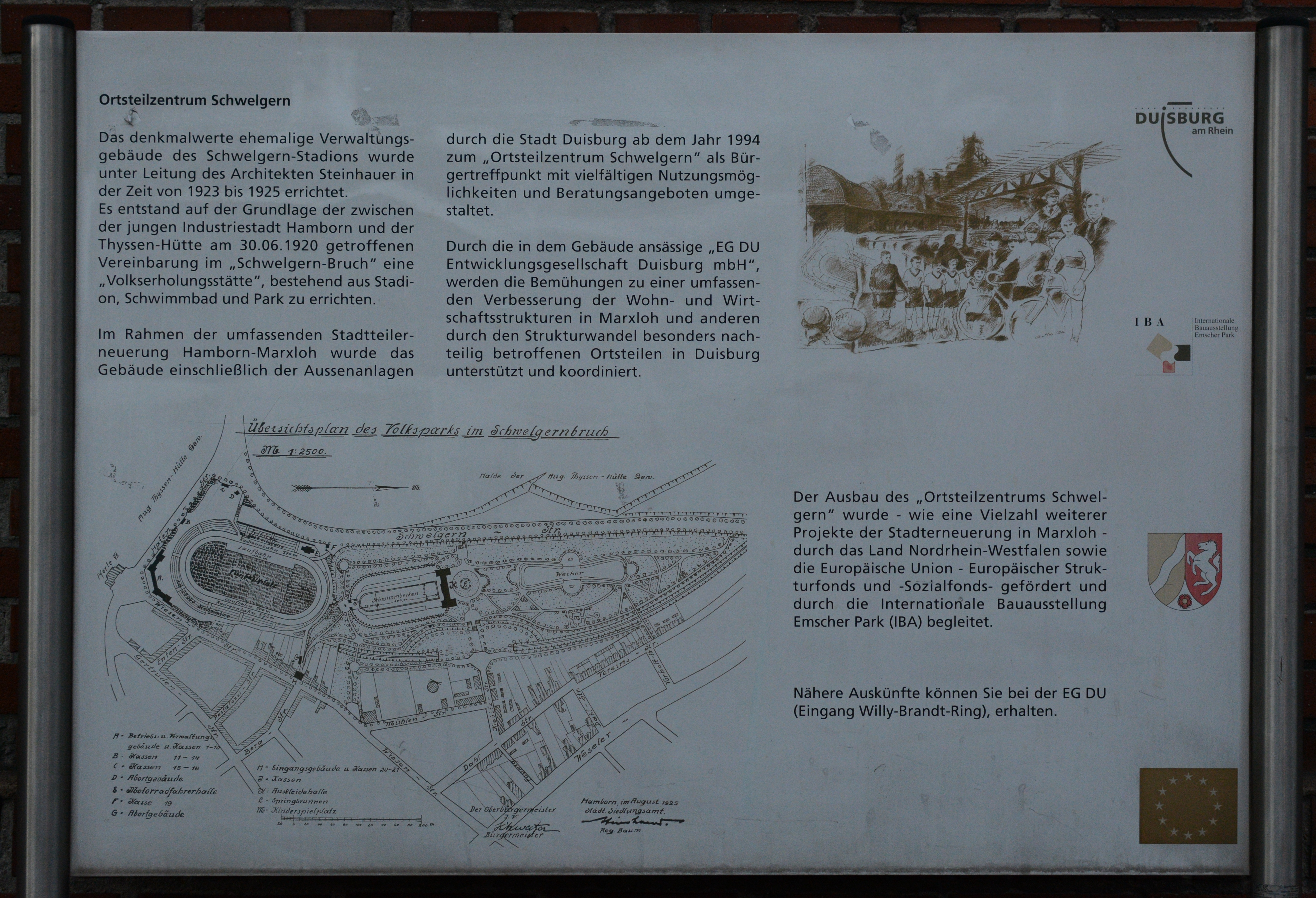
Infotafel

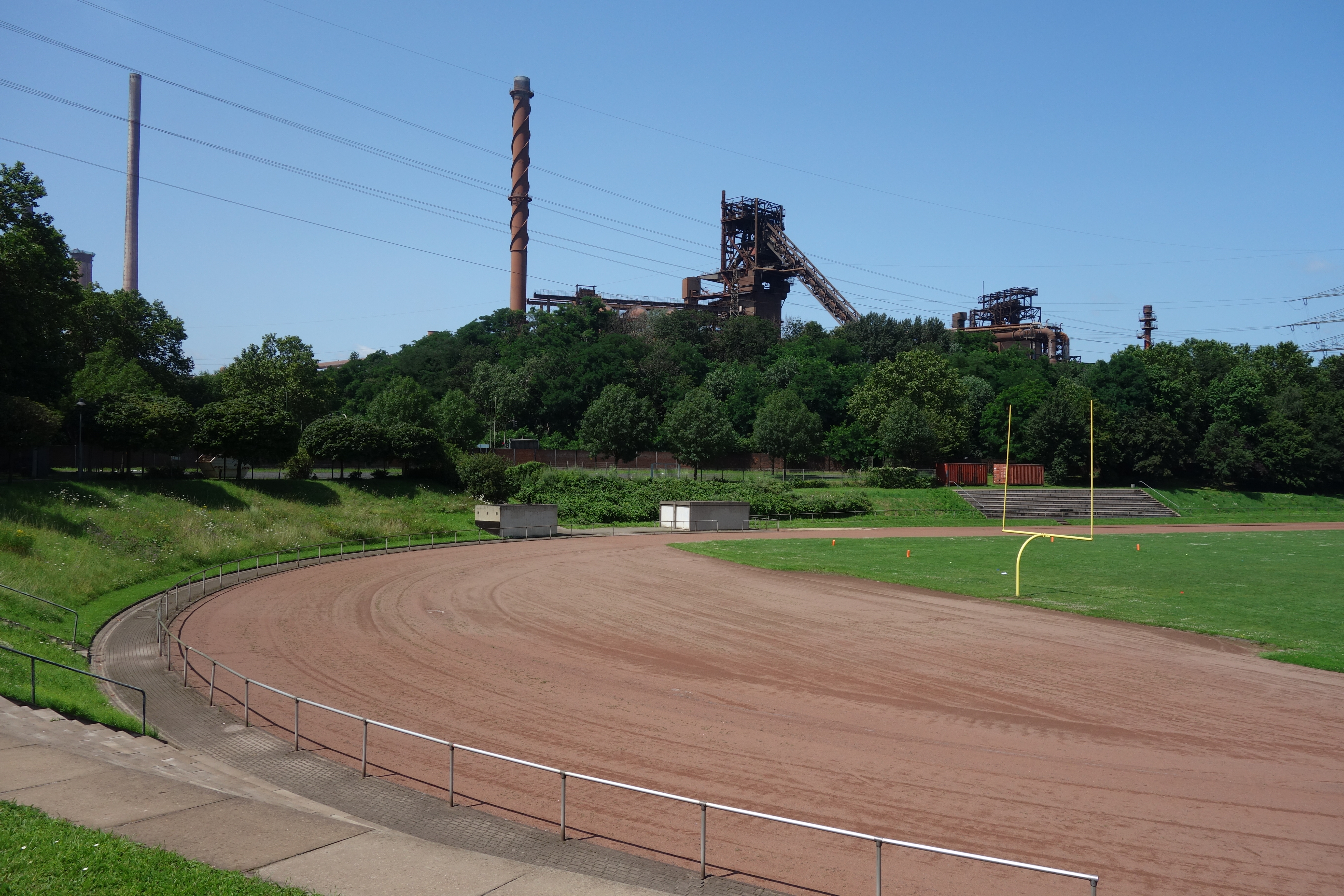
Innenraum des Schwelgernstadions mit der Hintergrundkulisse von Thyssenkrupp in Duisburg-Bruckhausen (2021).

Neben dem Spielfeld verfügte das Stadion zur Zeit der Einweihung über eine 7,20 m breite und 500 m lange Aschenbahn, die von einer 570 m langen und 7,20 m breiten Flieger- und Motorradbahn aus Eisenbeton eingefasst war. Außerhalb der Rennbahnbrüstungsmauer standen insgesamt 28.000 Steh- und Sitzplätze zur Verfügung. Zu seiner Zeit war das Stadion neben dem Wedaustadion und den Stadien in Köln und Düsseldorf und dem Wuppertaler Stadion am Zoo eines der größten Stadien im Nordwesten Deutschlands. Es diente zeitweise als Spielstätte des Fußballclubs Hamborn 07. Der Zuschauerrekord im Schwelgernstadion wurde bei der Begegnung Hamborn 07 gegen Schalke 04 am 14. September 1947 mit 33.000 Besuchern gefeiert. Das Eingangsgebäude des Stadions, ein dreiflügeliger Backsteinbau, entstand nach Plänen des Hamborner Stadtbaurates Franz Steinhauer.
Bis in die 1970er Jahre hinein fanden noch Fußballspiele im Stadion statt. Doch der Zahn der Zeit nagte an dem Stadion; es war über die Jahrzehnte sehr marode geworden. Ende der 1990er Jahre wurde es in Abstimmung mit den Denkmalschutzbehörden durch die Entwicklungsgesellschaft Duisburg saniert. Die historische Tribünenanlage wurde mit Boden überdeckt, da sie nicht mehr benutzbar war. Die zum Stadion gehörenden Gebäude wurden ebenfalls saniert.

## Heutige Nutzung
In den Stadiongebäuden befinden sich der Sitz der EG DU Entwicklungsgesellschaft Duisburg mbH, die Event Location Schwelgern Cafe und eine Jugendlehrgangsstätte. Das Rasenspielfeld, welches nicht für den Fußballsport freigegeben ist, wird umgeben von einer 400-Meter-Laufbahn mit sechs Bahnen.
Gegenwärtig wird die Rasenfläche hauptsächlich von dem 1. American Sports-Club Duisburg Dockers und der American-Football-Mannschaft Duisburg Vikings genutzt, aber auch von einigen anderen Marxloher Sportvereinen.
Auch eine vergleichsweise kleine Zuschauertribüne ist vorhanden.